# 부가체

섭입작용의 모식도

부가체 (accretionary prism, accretionary wedge)는 수렴형 판 경계에서 퇴적물이 섭입하지 않는 판의 경계에 달라붙은 것을 일컫는다. 부가체를 이루는 물질 대부분은 침강하는 해양지각 슬랩에서 떨어져 나온 해저퇴적물들이지만 우로 피복하는 판의 화산호에서 침식되어 퇴적되는 화산암류도 종종 들어가 있다.

## 부가체를 이루는 물질들
부가체를 이루는 물질들은 아래와 같은 것들이 있다:
- 해양저 현무암 – 섭입하는 해양판의 해산에서 떨어져 나온 것들
- 원양성의 퇴적물
- 해구 퇴적물 - 저탁암류
- 해양성의 화산호 열도
- 대륙성의 화산호와 산맥
- 주향방향으로 늘어서 있는 육괴들
- 해저사태퇴적물

열도나 해령과 같이 해양분지 내에 있는 돌출된 영역들, 그리고 육괴들은 지각의 섭입대로 이동하여 대륙지각의 경계부에 달라붙는다. 데본기 말기부터 석탄기 초기에 북미판의 서부 경계에서 일어난 섭입에 의해 여러 차례의 육괴들의 충돌이 있어 왔고 이에 의해 조산운동이 일어났다. 이 여러 차례에 걸쳐 일어난 육괴의 부가는 북미대륙 서부 경계에서 600 km의 폭에 달하는 영역을 형성했다.